# Nigramma acutipennis
Nigramma acutipennis là một loài bướm đêm trong họ Noctuidae.